# Милый бродяга
«Милый бродяга» (яп. なつかしい風来坊, Нацукасий фурайбо; англ. The Loveable Tramp) — комедия режиссёра Ёдзи Ямады, вышедшая на экраны в 1966 году.

## Сюжет
Раннее утро. Вагон электрички. Люди ещё не совсем проснулись. В тесной толпе пассажиров выделяется молодой улыбчивый парень. Ясно, что он уже не раз приложился к бутылке и еле держится на ногах. Радушно предлагает он окружающим хлебнуть из своих запасов. Назойливость парня настораживает высокого и худого человека, с виду чиновника, и одновременно вызывает симпатию. Так начинается знакомство, а затем и дружба героев фильма — «милого бродяги», работяги Гэнгоро и служащего Саотомэ. Лёгкость, с какой Гэнгоро шагает по жизни, его открытый добрый нрав притягивают Саотомэ, семья которого не может постичь смысла этой дружбы. Психологически точно обрисовано нежное товарищество двух разных людей, каждый из которых находит в другом то, чего ему самому в жизни недостаёт.

## В ролях
- Хадзимэ Хана — Гэнгоро Бан
- Тиэко Байсё — Айко Кадзами
- Итиро Арисима — Рёкити Саотомэ
- Тиэко Накакита — Кинуко
- Томоко Маяма — Фусако
- Тэцухико Ямао — Манабу
- Такаси Ямагути — Итиро Датэ

## Премьеры
- — национальная премьера фильма состоялась 12 ноября 1966 года в Токио[1].
- — впервые показан российскому зрителю 2 ноября 2019 года в рамках ретроспективы фильмов режиссёра Ёдзи Ямады в Москве (в конференц-зале Государственной Третьяковской галереи)[2].